# Waldenfels (Adelsgeschlecht)

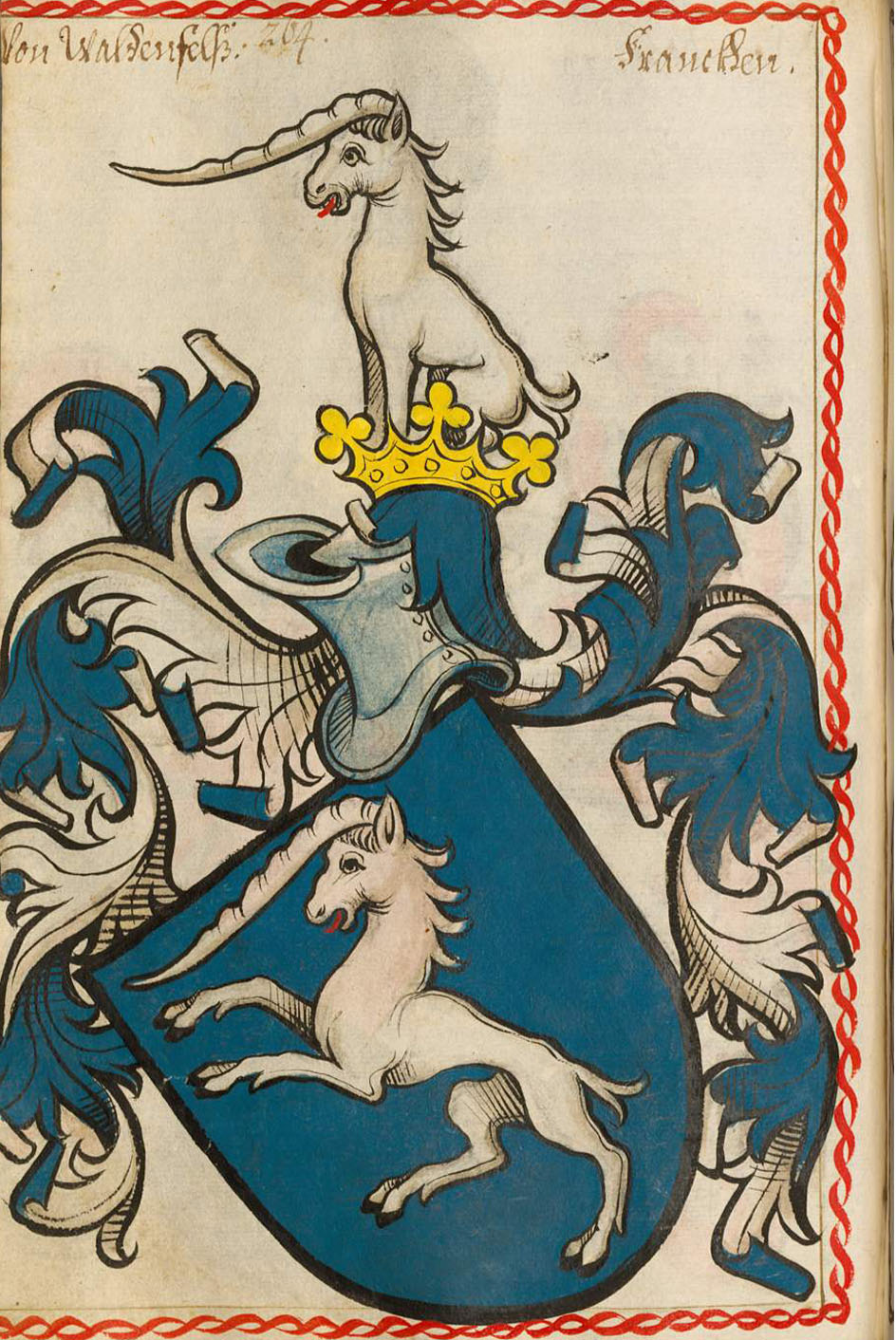
Wappen nach dem Scheibler'schen Wappenbuch

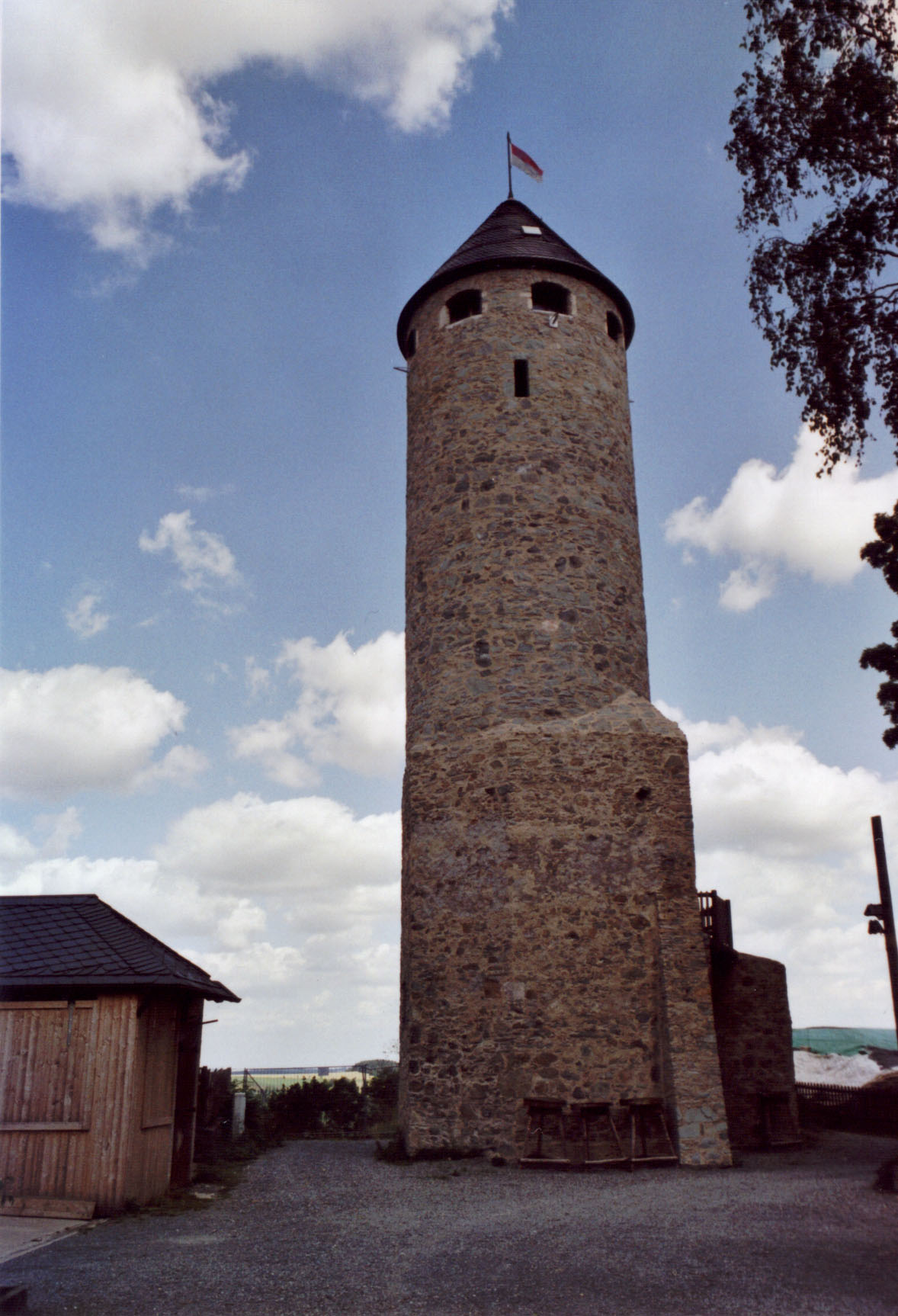
Der rekonstruierte Bergfried von Burg Lichtenberg

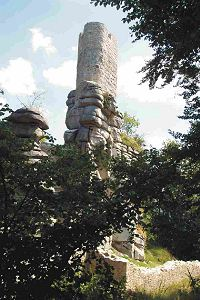
Burgruine Weißenstein

Die Waldenfels (auch: Waldenfels zu Wartenfels und Lichtenberg, Wallenfels) sind ein altes fränkisches Adelsgeschlecht. Die Familie entstammt der Ministerialität der Grafen von Andechs und Meranien, wurde im Jahr 1248 erstmals urkundlich erwähnt und später in den Freiherrenstand erhoben. Sie gehörte zur fränkischen Reichsritterschaft im Ritterkanton Gebürg.

## Geschichte

### Ursprung
Die Waldenfels waren ursprünglich eine Ministerialenfamilie auf der namensgebenden Burg Waldenfels. Diese stand auf dem Schlossberg nordöstlich der Kirche in Wallenfels. Wahrscheinlich wurde die Burg zwischen 1213 und 1244 durch das Bistum Bamberg im Nordgau (Bayern) zum Schutz der bambergischen Grundherrschaft erbaut und 1195 von Bischof Otto II. seinem Neffen, dem Herzog Berthold von Andechs-Meranien zu Lehen gegeben. Mit dem Ministerialen „Eberhard de Waldenvels“ (I.1), der 1248 eine Schenkung seines Lehensherrn, des Herzogs Otto II. von Meranien an das Kloster Banz bezeugte, wurde der Name „von Waldenfels“ erstmals urkundlich erwähnt. Vermutlich ist die Familie eines Stammes mit der Familie der Förtsch von Thurnau.

### Mittelalter und frühe Neuzeit
Wo die ersten Glieder der Familie von Waldenfels nach dem Aussterben der Herzöge von Andechs-Meranien im Jahr 1248 ihren Wohnsitz hatten, ist unbekannt. Fest steht, dass sich bei der Beilegung des meranischen Erbfolgestreits im Langenstädter Vertrag von 1260 Eberhard von Waldenfels (I.1) unter den Schiedsleuten war und wahrscheinlich den Ministerialen der Grafen von Orlamünde zugerechnet werden muss.
Reiwin von Waldenfels (III.1), vermutlich ein Enkel Eberhards (I.1), erwarb 1316 die Burg Burghaig bei Kulmbach aus dem Besitz des Deutschen Ordens. Etwa zur selben Zeit errichtete Reiwin im Auftrag des Bamberger Bischofs die Burg Wartenfels, die den Bamberger Besitz im Frankenwald gegen das Vordringen der Burggrafen von Nürnberg in dieses Gebiet sichern sollte, und erhielt sie von ihm zu Lehen.
Im Verlauf des 14. und 15. Jahrhunderts teilte sich die Familie in eine Reihe von Linien, die jedoch bis auf die Burghaiger und Lichtenberger Linie bis zur Zeit des Dreißigjährigen Krieges wieder erloschen.

#### Burghaiger Linie
Reiwins Enkel Albrecht (V.5) war der Begründer der Burghaiger Linie. In der Erbteilung mit seinem Onkel Heinrich (IV.1) hatte Albrecht zwei Drittel der „Feste zum Haug“ erhalten und nahm dort seinen Wohnsitz. 1372 trug er das bisherige Eigengut dem Burggrafen Friedrich V. von Nürnberg zu Lehen auf. Hans von Waldenfels (V.1), der Sohn Heinrichs, folgte dem Beispiel seines Vetters und wandelte im Folgejahr auch sein Drittel an Burghaig in ein burggräflich-nürnbergisches Lehen um. Dieses Drittel vererbte sich in der Lichtenberger Linie der Familie von Waldenfels fort. Der Besitz der Burghaiger Linie erstreckte sich auch auf Rugendorf und das Schlösschen Grünwehr in Kulmbach. 1605 verkauften Georg Christoph (XI.33) und Rudolf (XI.30) von Waldenfels die Rittergüter Burghaig und Grünwehr für 30.000 Gulden dem markgräflichen Kanzler Friedrich Hilderich von Varell.

#### Katschenreuther Linie
Heinrich von Waldenfels (V.8) zu Stadtsteinach hatte vor 1407 durch seine Heirat mit Anna von Dietersheim die „Behausung unter Katzenreuth, mit Wasser umbfangen“ erhalten. Dieser Sitz zu Katschenreuth bei Kulmbach war ein burggräflich-nürnbergisches Lehen; er war Stammsitz der Katschenreuther Linie der Familie von Waldenfels, die 1637 mit Christoph Soldan (X. 38) von Waldenfels im Mannesstamm ausstarb. Um 1856 wurde das Schloss abgebrochen.

#### Waldsachsener Linie
Als Hans von Waldenfels (VI.1), ein Urenkel Reiwins (III.1), um 1410 den Sitz Waldsachsen bei Rödental, nordöstlich von Coburg, erwarb, begründete er die Waldsachsener Linie seiner Familie. Das 1822 abgebrannte Schloss war ein Lehen der Herzöge von Sachsen; Klaus von Waldenfels (VIII.5), ein Enkel des Erwerbers, veräußerte es 1496 und kaufte dafür das Schloss Schmölz. Schon in der nächsten Generation starb die Linie mit Wilwolt von Waldenfels (IX.12) um 1633 im Mannesstamm aus.

#### Lichtenberger Linie
Der weitaus größte zusammenhängende Besitz der Familie von Waldenfels war die Herrschaft Lichtenberg. Kaspar (VI.2), der Bruder des Hans von Waldenfels (VI.1), hatte sie wohl 1428 vom Grafen Sigismund von Orlamünde erworben. Kaspar von Waldenfels, der die Lichtenberger Linie der Familie begründete, bekleidete damals das einflussreiche Amt des markgräflich-brandenburgischen Hauptmannes in Hof. Er hatte Lichtenberg als freies Eigen in seinen Besitz gebracht; erst als Folge der Waldenfelser Fehde mussten seine Söhne Hans (VII.5) und Fritz (VII.6) 1446 die brandenburgische Lehenshoheit über Lichtenberg anerkennen. Hans' Söhne, Heinz (VIII.9) und Kaspar (VIII.12), teilten 1481 das väterliche Erbe. Kaspar erhielt das Schloss Wartenfels, Heinz die Herrschaft Lichtenberg. Kaspars Sohn Wolf Adolf (IX.18) wurde 1574 durch seine große Schuldenlast gezwungen, seinen Wartenfelser Besitz zu verkaufen. Lichtenberg ereilte zwei Generationen dasselbe Schicksal: Heinz' Urenkel Hans Rudolf (XI.6) und Christoph (XI.7) verkauften 1618 die Herrschaft Lichtenberg um 160.000 Gulden an den Fürsten Janusz Radziwiłł, einen Schwager des Markgrafen Christian von Brandenburg-Kulmbach. Die neuen Sitze der noch bestehenden Lichtenberger Linie wurden Schloss Gumpertsreuth bei Hof, Schloss Oberröslau und Schloss Unterhöchstädt bei Wunsiedel. 1827 kam noch das Schloss Röthenbach bei Arzberg hinzu.

#### Fischbacher Linie
Der namengebende Sitz der Fischbacher Linie lag in dem rund fünf Kilometer südöstlich von Kronach gelegenen Dorf Fischbach. Infolge des unglücklichen Verlaufs der Waldenfelser Fehde musste der bisher freieigene Besitzanteil der Brüder Hans (VII.5) und Fritz (VII.6) von Waldenfels zu Lichtenberg dem Markgrafen Albrecht Achilles von Brandenburg zu Lehen aufgetragen werden. Vor 1449 veräußerten die Lichtenberger Brüder diesen lehenbaren Anteil ihrem Vetter Hans von Waldenfels (VII.1) zu Knellendorf, der in Fischbach bereits vorher freieigenen Besitz hatte. Seit 1460 benannte sich Hans nicht mehr nach seinem Sitz in Knellendorf, sondern nach Fischbach und begründete damit die Fischbacher Linie seiner Familie. 1502 trug Hans' Sohn Balthasar (VIII.2) den bisher freieigenen Besitz von Fischbach dem Bistum Bamberg zu Lehen auf. Die Linie starb 1618 mit Georg Christoph (X.2) von Waldenfels aus; das Rittergut Fischbach gelangte in den Besitz der Familie von Guttenberg.
Die von Waldenfels unterstützten den berüchtigten Raubritter Hans Thomas von Absberg, was 1523 den Schwäbischen Bund auf den Plan rief, der viele kleine Ritterburgen der Helfershelfer zerstörte.

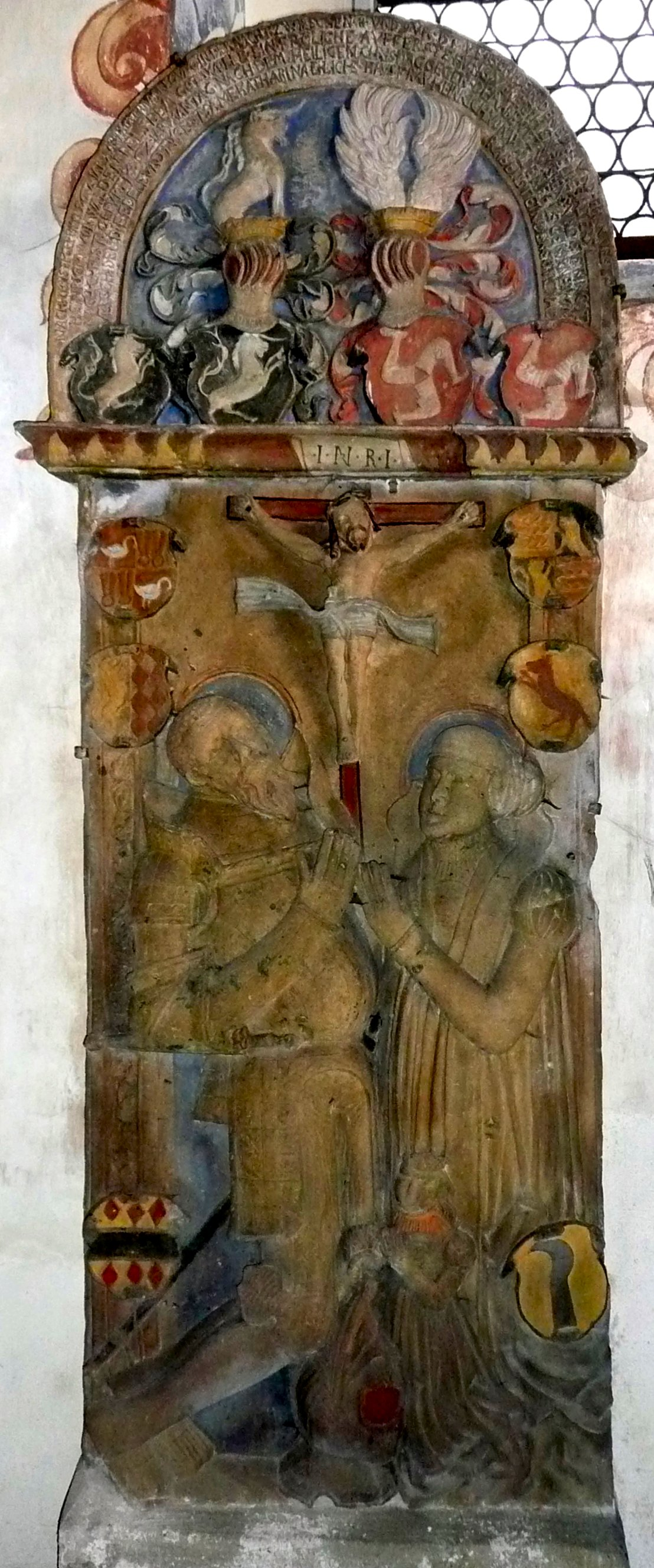
Grabmal Heinrichs v. Waldenfels (+ 1562) und seiner Ehefrau Katharina v. Rabenstein in der Kirche zu Rugendorf
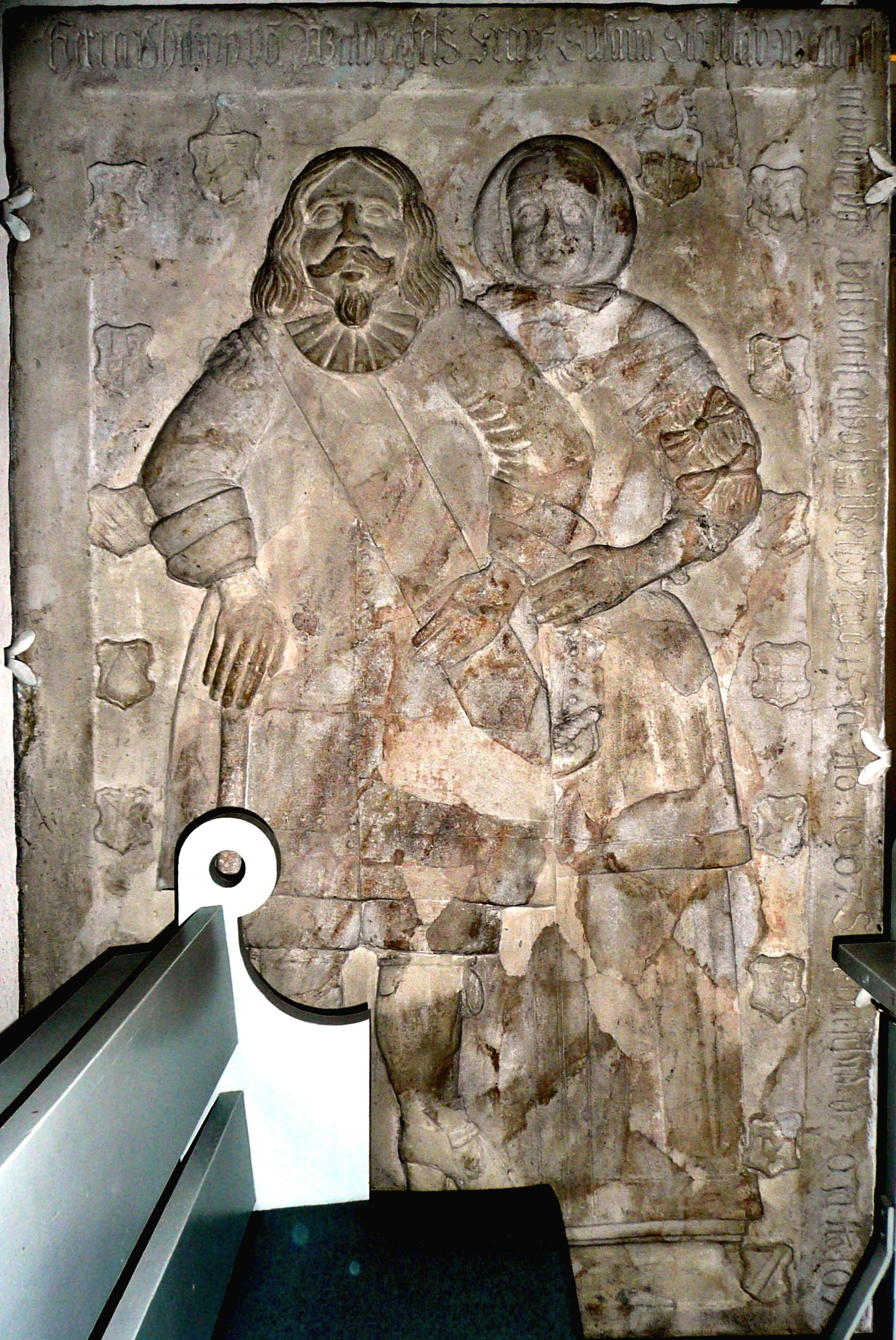
Grabmal Philipps von Waldenfels (1606–1679) und seiner Ehefrau Susanna Sibilla von Watzdorf in der Kirche von Röslau(1607–1676)
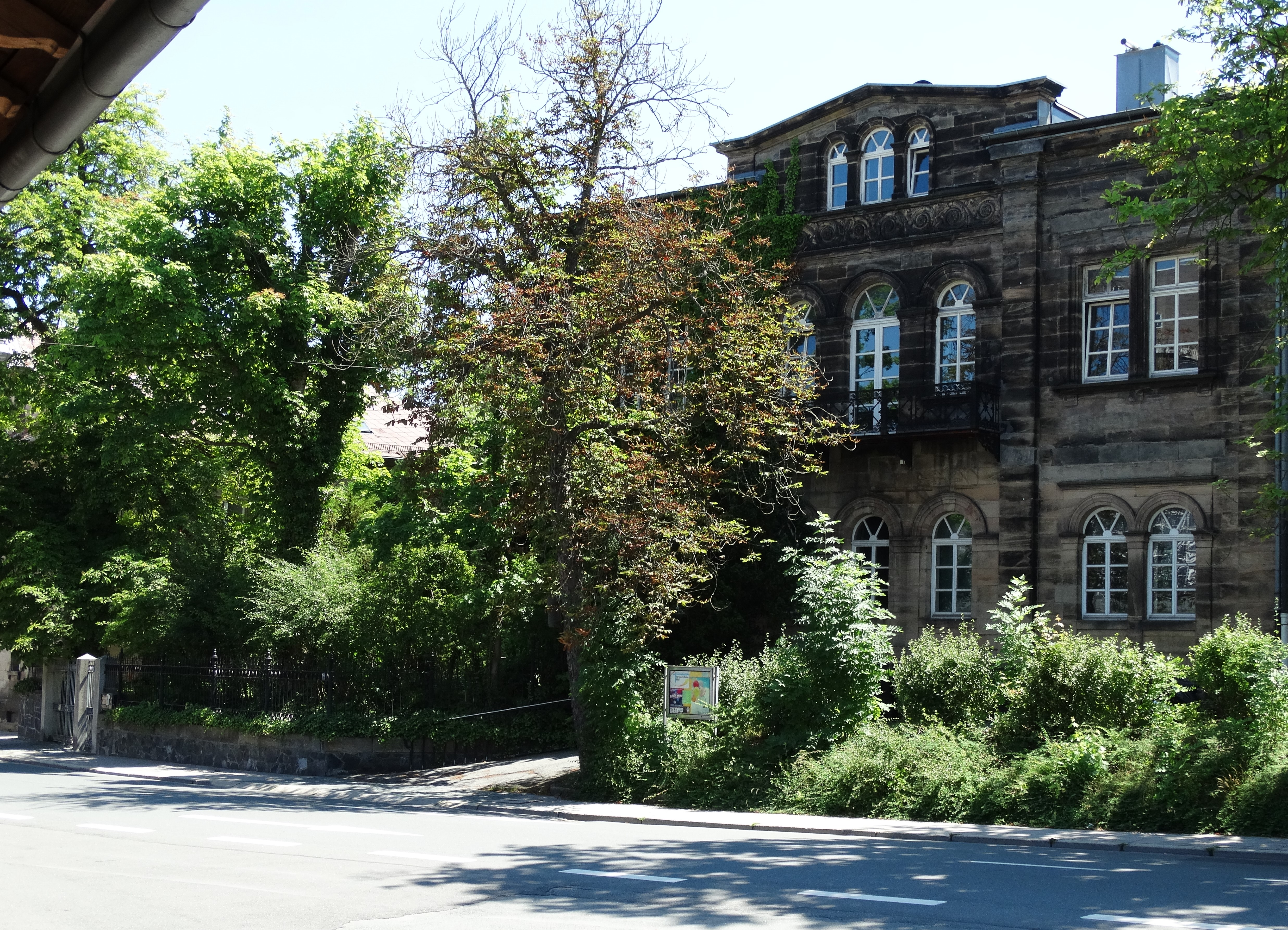
Anwesen in Hof
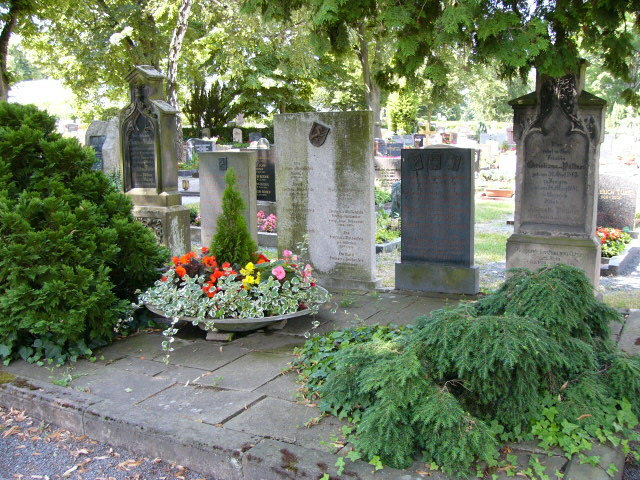
Grablege der Familie von Waldenfels auf dem Bayreuther Friedhof

## Verbreitung

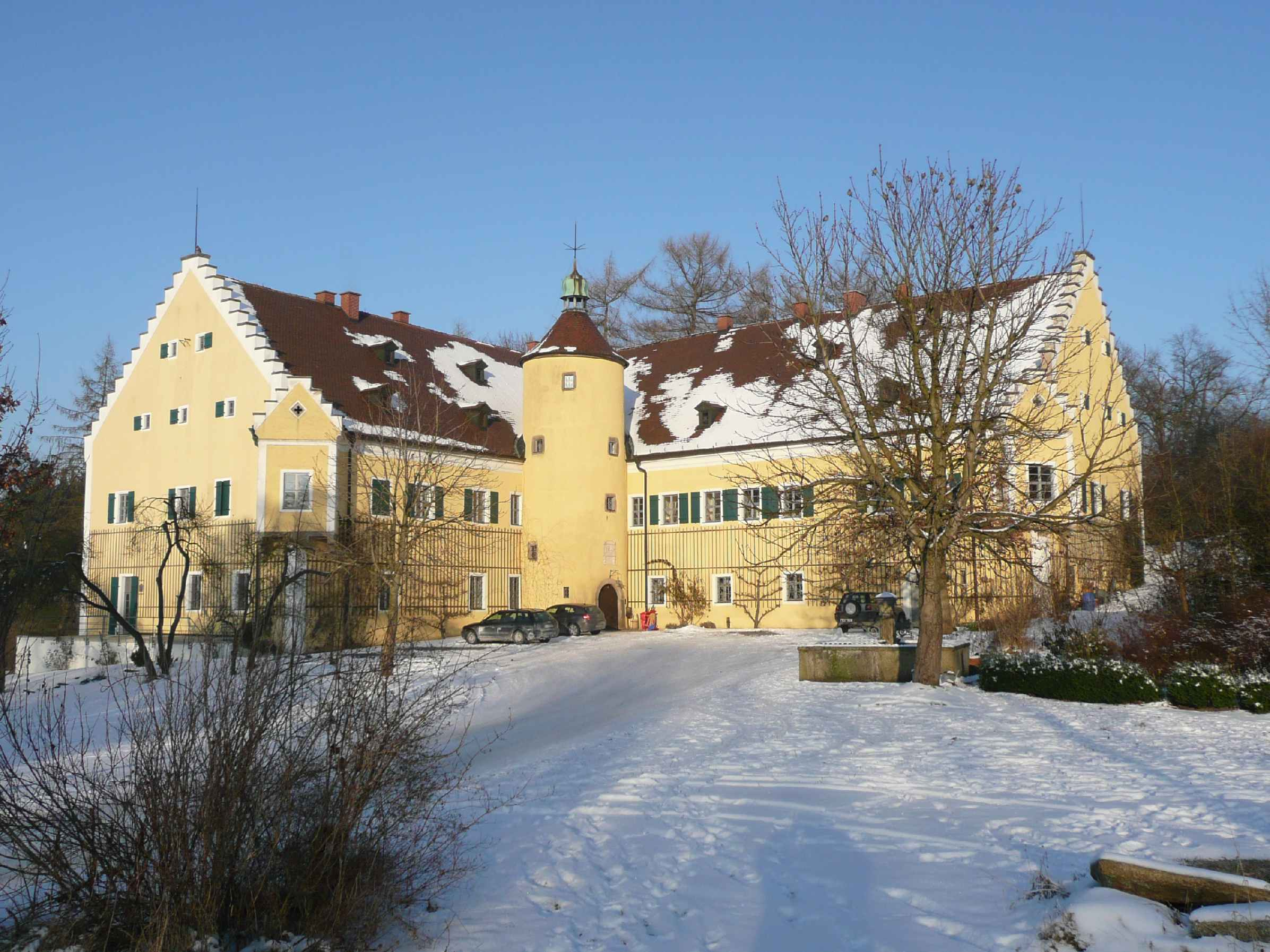
Schloss Röthenbach bei Arzberg

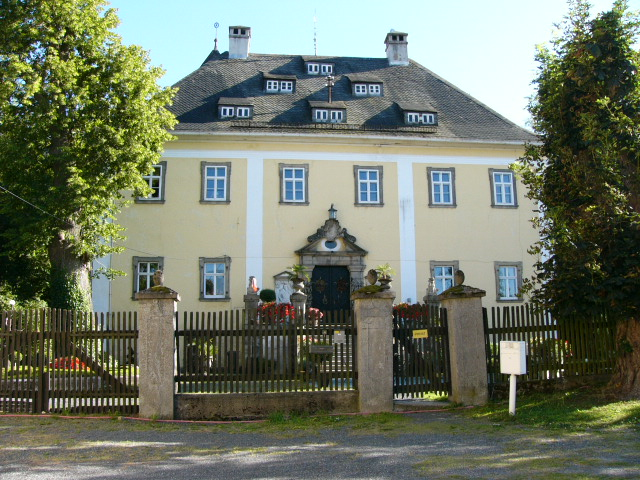
Schloss Döhlau

- Oberfranken: Bobengrün, Lichtenberg mit Burg, Schloss Röthenbach und Waldenfelswarte auf dem Kohlberg bei Arzberg, Presseck, Röslau, Schloss Falkenhaus (1774–1934), Rittergut in Höchstädt, Burghaig, Schloss Hofeck
- Oberpfalz: Burg Weißenstein

### Weiterer Besitz
- Blankenstein
- Schloss Thierbach

## Bekannte Familienmitglieder
- Caspar von Waldenfels (1380–1441), 1422 Amtmann zur Plassenburg
- Fritz von Waldenfels zu Wartenfels und Lichtenberg († 1450), Sohn von Caspar, Auslöser der Waldenfelser Fehde von 1444[3]
- Hans von Waldenfels zu Wartenfels und Lichtenberg († 1470), Sohn von Caspar, Auslöser der Waldenfelser Fehde von 1444
- Martin von Waldenfels († 1471), verheiratet mit Margarete von Brandenburg
- Georg von Waldenfels († 1491 oder 1492), brandenburgischer Staatsmann
- Apollonia von Waldenfels, Äbtissin im Kloster Himmelkron von 1529 bis 1543
- Christoph III. von Waldenfels zu Lichtenberg (1565–1633), bayreuthischer, brandenburgischer und coburgischer Hofrat
- Karl Wilhelm Ernst von Waldenfels (1772–1807), preußischer Offizier
- Moritz Ernst von Waldenfels, Bürgermeister der Stadt Hof 1849–1857
- Alfred von Waldenfels (1845–1910), Verwaltungsjurist
- Wilhelm von Waldenfels (1853–1936), bayerischer Generalleutnant, Inspekteur der Landwehr in Nürnberg
- Otto von Waldenfels (1889–1974), Staatsarchivdirektor, 1947/54 Leiter des Bayerischen Kriegsarchivs
- Rudolf von Waldenfels (1895–1969), deutscher Generalleutnant der Wehrmacht
- Wilhelm Freiherr von Waldenfels (1932–2021), Mathematiker an der Universität Heidelberg
- Georg Freiherr von Waldenfels (* 1944; adoptiert), Bayerischer Politiker, ehemaliger Staatsminister, Manager, Sportfunktionär
- Walburg Freiin von Waldenfels (1960–2000),[4] Regisseurin
- Ernst Freiherr von Waldenfels (* 1963), Journalist und Schriftsteller
- Rudolf Freiherr von Waldenfels (* 1965), Schauspieler und Schriftsteller
- Marianne Freifrau von Waldenfels (* 1972), Journalistin und Schriftstellerin
- Harriet von Waldenfels (* 1985), Moderatorin beim ZDF-Morgenmagazin[5]
- Ruprecht von Waldenfels (* 1973), Professor für Slawische Sprachwissenschaft an der FSU Jena[6]
- Kristan von Waldenfels (* 2000), Bürgermeister der Stadt Lichtenberg, seinerzeit jüngster Bürgermeister Bayerns,[7] MdL

### Verwandte Familien
- Aufseß
- Feilitzsch
- Guttenberg
- Kotzau
- Reitzenstein
- Redwitz
- Sparneck

## Wappen

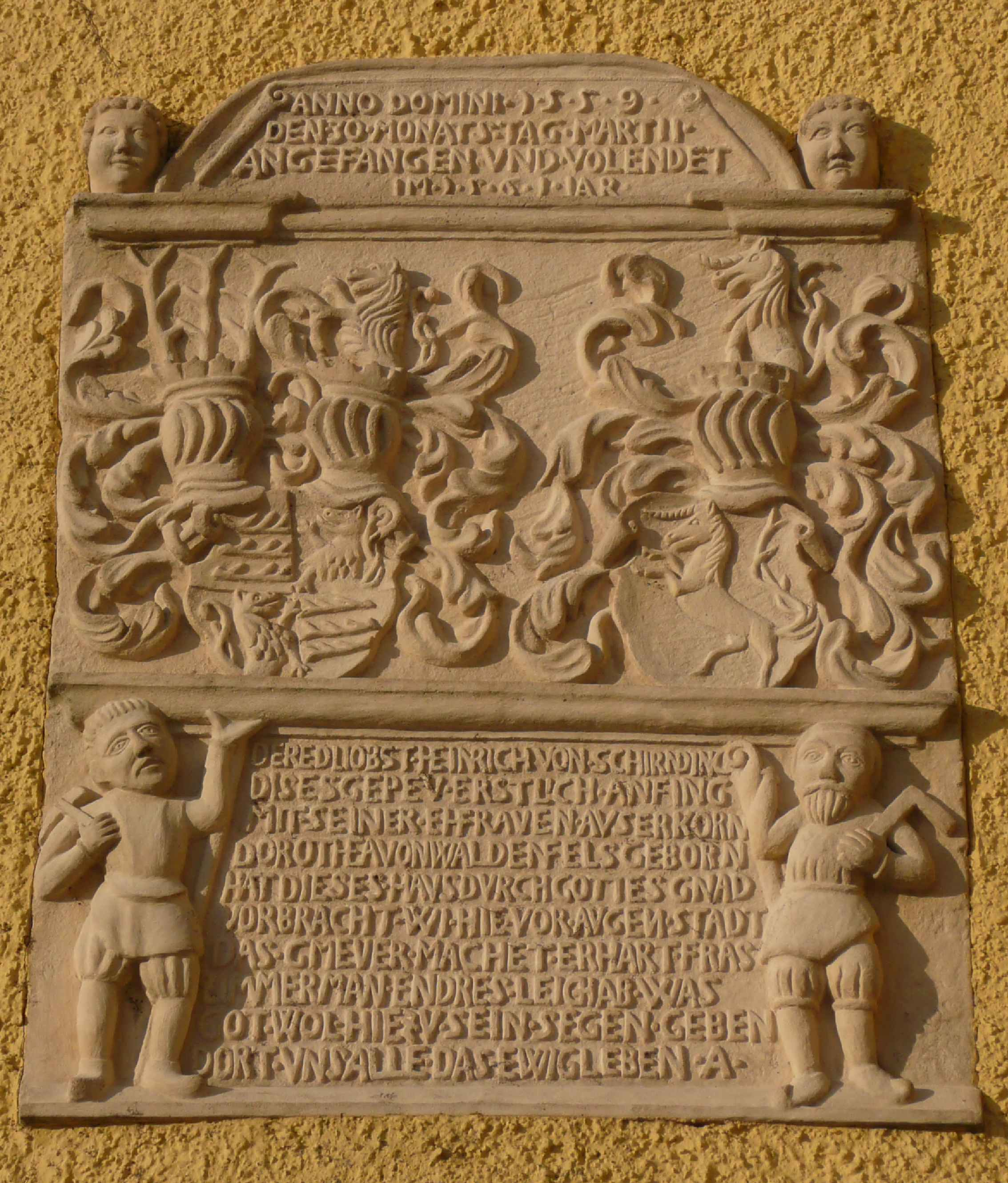
Wappentafel über dem Portal zum Treppenturm mit Allianzwappen Schirnding/Waldenfels und Bauinschrift von 1559

Das Wappen derer von Waldenfels zeigt ein silbernes springendes Einhorn auf blauem Grund. Der Helm ist gekrönt, daraus das Einhorn wachsend. Die Decken sind Silber und Blau.
Das Wappen findet sich im Gemeindewappen von verschiedenen fränkischen Gemeinden wieder. Es befindet sich nicht in Siebmachers Wappenbuch von 1605. Vermutlich ist das Wappen derer von Wallenfels fälschlicherweise der Familie von Wällenhofer zugeordnet.

Wappen der Gemeinde Lichtenberg
Wappen der Gemeinde Röslau
Gemeindewappen von Rugendorf
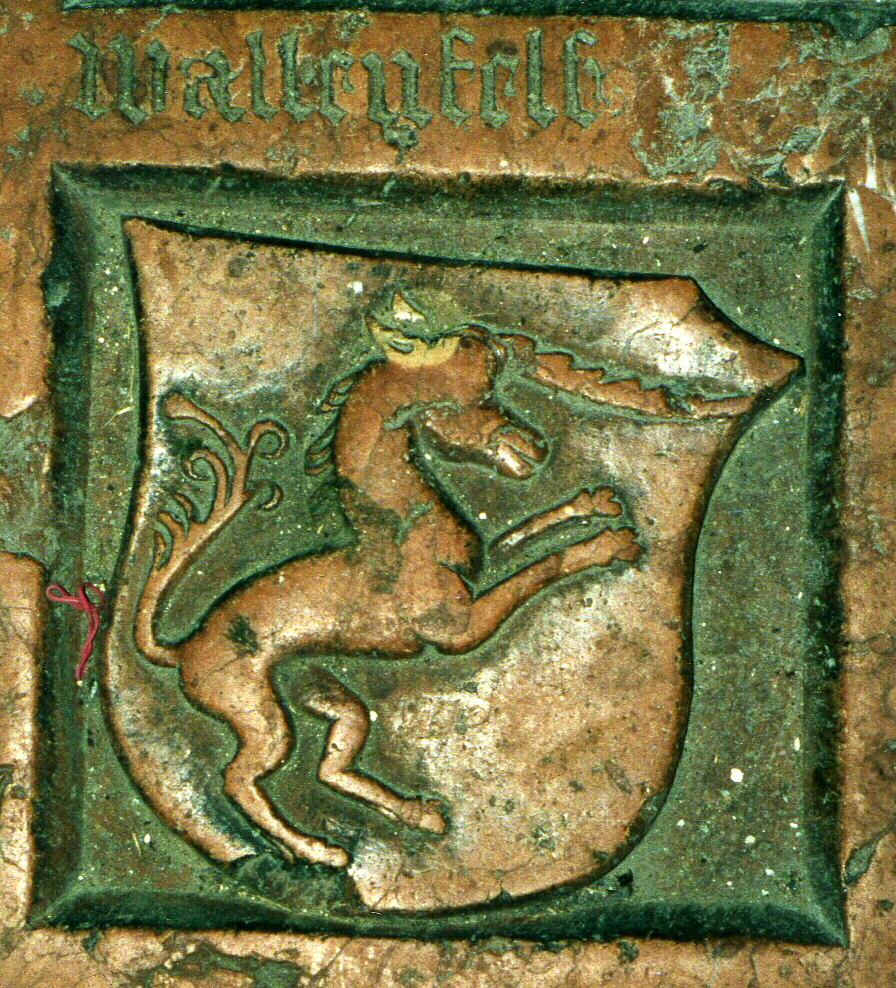
Wappen derer von Waldenfels auf dem Epitaph des Melchior von Sparneck